# Раковник (Медводе)
Раковник  (словен. Rakovnik) насеље поред Горичана у општини Медводе која припада покрајини Горењска у Словенији.
Налази се на надморској висини 325,5 м површине 0,81 км². Приликом пописа становништва 2002. године Викрче је имало 275 становника

## Културна баштина
У насељу Раковник налазе са архитекстонски остаци вроватно римске руралне виле и напола изгорело римско гробље. Поред тога у насељу се још једно културно добро на броју 11..